# Scooby-Doo! Az első rejtély
A Scooby-Doo! Az első rejtély (angolul Scooby-Doo! The Mystery Begins) egy 2009-ben kiadott TV film, amelyet a Cartoon Network készített. A már létező két élőszereplős filmnek semmi köze ehhez a munkához. Ezt egy afféle nulladik résznek tervezték. A siker hatalmas lett. Az első két rész közepes sikerrel végzett a vásznakon. Ezek után érdekes, hogy az alacsony költségvetés, a kezdő színészek és a csak DVD kiadás meghozta azt amit az első két rész nem. A filmet DVD-re és Blu-Ray-re is kiadták. A rendezője Brian Levant. A rendező a B kategóriájú filmekre specializálódott (Flintstone család – Viva Rock Vegas, Beethoven). Amerikában a filmet a Cartoon Network bemutatta, ahol ez a film csatornacsúcsot ért el és még a nagy sikerű Star Wars sorozatot is lepipálta, ami eddig a csúcstartó volt. SorozatGURU

## A történetről
Bozont egy átlagos srác, de nagyon magának való barátok nélküli életet él. A buszon mindennap egy idegesítő srác kigáncsolja és senki nem tesz ellene semmit. Ám Scooby Doo véletlen betoppanása Bozont életébe mindent megváltoztat. A közös büntetésüket töltő négy diák és Scooby két félelmetes szellemmel találja szemben magát. Később az egész iskolát kezdik el ijesztgetni a szellemek, főnökükkel egy maszkos alakkal. Az igazgatóhelyettes aki nagyon ellenséges a diákokkal, Bozontékra fogja mindezt. A kis csapat rájön, hogy ha nem kezdenek el nyomozni, akkor soha nem bizonyíthatják ártatlanságukat. A kaland elkezdődik. Második világháborús repülőgépek, tankok, futballista szellemek, kísértetházak útjába kerül a banda.

## Előzmények
A Scooby Doo kitalálói a méltán elismert Hanna-Barbera rajzfilmkészítő páros. A legelső széria melynek a Scooby Doo-Merre vagy? (Scooby Doo, Where Are You!) címet adták nagy sikernek örvendett. Azóta rengeteg széria készült ezeken az alapokon, majd később már egész estés rajzfilmeket is készítettek. Ezek után 2002-ben jelent meg a Scooby Doo-A nagy csapat (Scooby-Doo) az első élőszereplős film, majd 2004-ben a Scooby Doo – Szörnyek póráz nélkül (Scooby Doo 2: Monsters Unleashed). Ez a film a talán legjobban Scooby atmoszférát teremtő élőszereplős film, bár apróbb változtatások itt is vannak.

## Változások
A filmben több változás is van, amelyek az eredeti rajzfilmhez képest máshogy néznek ki.
- A Vilmát alakító színésznő (Hayley Kiyoko) japán, míg a rajzfilmben nem.
- Amíg a rajzfilmben nagyrészt Fred vezeti a csodajárgányt, itt Bozont.
- Frednek fekete haja van, ellentétben a sorozattal, ahol szőke.

## A szereposztás
| Karakter                 | Szereplők                           | Magyar hang     |
| ------------------------ | ----------------------------------- | --------------- |
| Scooby-Doo hangja        | Frank Welker                        | Vass Gábor      |
| Bozont Rogers            | Nick Palatas                        | Fekete Zoltán   |
| Fred Jones               | Robbie Amell                        | Markovics Tamás |
| Vilma Dinkley            | Hayley Kiyoko                       | Madarász Éva    |
| Diána Blake              | Kate Melton                         | Hámori Eszter   |
| Deedle igazgató          | Shawn Macdonald                     | Gáspár András   |
| Grimes igazgatóhelyettes | Garry Chalk                         | Konrád Antal    |
| Takarító                 | C. Ernst Harth                      | Kardos Róbert   |
| Prudence                 | Leah James                          | Peller Mariann  |
| Ezekial                  | Brian J. Sutton Al Rodrigo (hangja) | Magyar Bálint   |
| Melák                    | Devon Thomas                        | Berkes Bence    |

## Folytatás és videójáték
A film második része a Scooby-Doo! Curse Of The Lake Monster lett, amit 2011 januárjában kiadtak magyarul is Scooby-Doo! és a tavi szörny átka címmel. Videójáték is készült belőle Wii, PlayStation 2, Wii és Nintendo DS játékkonzolra, Scooby-Doo! First Fights néven (magyarul: Scooby-Doo! Első Harc). 3D-s grafikával készült, teljesen interaktív felülettel és olyan extrákkal, mint a szereplők öltöztetése, és a 3D-s élményben való nyomozás. Később, a film második részéből is készült videójáték, ennek címe Scooby-Doo! and the Spooky Swamp lett. (magyarul: Scooby-Doo! és a Hátborzongató Mocsár)